# Wappen der Demokratischen Republik Kongo

Wappen der Demokratischen Republik Kongo, 2003–2006
Wappen der Demokratischen Republik Kongo, 1999–2003
Wappen der Demokratischen Republik Kongo, 1997–1999
Wappen von Zaire, 1971–1997
Wappen des Kongo, 1963–1971

Das aktuelle Wappen der Demokratischen Republik Kongo wurde im Jahr 2006 eingeführt.

## Beschreibung
Das Wappen zeigt einen frei schwebenden Leopardenkopf in natürlichen Farben, begleitet rechts von einem silbernen Elefantenstoßzahn und links von einem schwarzen Speer.
Darunter steht auf rotem Band golden die französische Devise
„Justice, Paix, Travail“
(Gerechtigkeit, Friede, Arbeit)
Fundament ist ein blassvioletter Stein.

## Symbolik
Leopardenkopf, Speer und Pfeil, Palmzweig und Stoßzahn symbolisieren das Land und seine Bewohner, seine Flora und Fauna sowie die Bodenschätze.

## Geschichte
Das Wappen der DR Kongo von 2003 zeigt drei schwarze verschlungene Hände, umrahmt von einem Ährenkranz. Auf dem Wappen ruht ein Löwenkopf, unter dem Wappen steht der französische Wahlspruch:
„Démocratie, Justice, Unité“
(Demokratie, Gerechtigkeit, Einheit)
Das Wappen der DR Kongo von 1999 zeigt ein blaues Feld. In der Mitte des Feldes befindet sich ein großer gelber Stern. Oben befinden sich sechs kleinere gelbe Sterne. Das Wappen wurde zusammen mit der Flagge eingeführt.
Das Wappen Zaïres, wie das Land von 1971 bis 1997 hieß, bzw. der DR Kongo bis 1999 zeigt einen Leopardenkopf über zwei gekreuzten Speeren, umrahmt von einem Zweig und einem Elefantenstoßzahn. Darunter waren bis 1997 die drei Wörter des nationalen Wahlspruches eingerahmt:
„Paix, Justice, Travail“
(Friede, Gerechtigkeit, Arbeit)
Offiziell eingeführt wurde das alte Wappen am 1. August 1964.